# Fundação de Amparo à Pesquisa do Estado de Alagoas
A Fundação de Amparo à Pesquisa do Estado de Alagoas (FAPEAL) é uma fundação do governo do estado do Alagoas que tem como finalidade estimular o desenvolvimento científico e tecnológico do Estado de Alagoas.